# Coriaria ruscifolia
Coriaria ruscifolia, llamada en México tlalocopetate y sansá en Colombia, y deu o matarratones en Chile, es una especie que pertenece a la familia Coriariaceae. Dé esta se puede extraer los alcaloides coriamirtina y tutina, la primera es tóxica para el hombre y emborracha a las cabras.
La subespecie Coriaria ruscifolia subsp. microphylla (Poir.) J.E.Skog recibe el nombre de chanche de Quito.

## Descripción
Es un arbusto o árbol más bien pequeño, hasta de 7 m de alto, con las ramas extendidas;
hojas sésiles o subsésiles, las de los tallos principales opuesto-cruzadas, ovadas a
cordiformes o suborbiculares, a veces más anchas que largas, abrazadoras en la base,
con 5 a 9 nervaduras basales, las de las ramas laterales oblongo-ovadas a elípticas
o lanceoladas, de 0,5 a 7,5 cm de largo y de 0,2 a 3,2 cm de ancho, ápice agudo a
acuminado o mucronado, base cuneada; racimos con frecuencia largos y delgados,
hasta de 25 cm de longitud, pubérulos, originándose en las ramas principales, o bien
en las laterales; flores sobre pedicelos delgados, de 2 a 6 mm de largo, acompañados
por una bráctea basal; flores de 2 a 3 mm de diámetro, hermafroditas, de color rojizo obscuro con verde, amarillentas o blanquecinas; sépalos ovados, de 1.5 a 2 mm de largo y 1 a 1,5 mm de ancho; pétalos más cortos que los sépalos; fruto subgloboso, de 3 a 4 mm de diámetro, de color obscuro, conteniendo por lo común 5 cocos rodeados por los pétalos carnosos acrescentes.

## Hábitat
Se distribuye de México a Sudamérica, también en Nueva Zelanda, Nueva Guinea y otras islas del Pacífico.